# Flugplatz Elz

i7
i11
i13
Der Flugplatz Elz (ICAO-Code: EDFY) ist ein Sonderlandeplatz in Mittelhessen. Er liegt in einer Waldschneise etwa sechs Kilometer nordwestlich der Stadt Limburg an der Lahn. Betrieben wird der Platz von der Flugsportgruppe Elz e. V. und ist zugelassen für Motorsegler, Segelflugzeuge und Motorflugzeuge mit einem MTOW von bis zu zwei Tonnen.